# 5ª Divisione alpina "Pusteria"
La Divisione "Pusteria" è stata una delle divisioni alpine dell'Regio Esercito Italiano che hanno partecipato alla seconda Guerra Mondiale.

## Motto
Ubi nos, ibi victoria, ovvero "Dove siamo noi, ivi è la vittoria", fu dettato nell'aprile 1936 dal Prefetto di Bolzano e consigliere nazionale dell'ANA Giuseppe Mastromattei.

## Storia
Il 31 dicembre 1935 vennero costituite cinque divisioni alpine: Taurinense, Tridentina, Julia, Cuneense, Pusteria.
La Pusteria risultò formata dalle seguenti unità:
- 7º Reggimento alpini con i battaglioni: "Feltre", "Pieve di Teco" e "Exilles".
- 11º Reggimento alpini con i battaglioni: "Trento", "Intra" e "Saluzzo".
- 5º Reggimento Artiglieria Alpina con i gruppi: "Belluno" e "Lanzo".
- VII Battaglione Complementi
- XI Battaglione Complementi
- 5ª Compagnia Mista Genio

La Divisione "Pusteria" fu assegnata al I Corpo d'armata e trasferita nella zona Macallè prendendo parte dalla fine di gennaio alle battaglie del Tigrai, dell'Amba Aradam, alla battaglia di Passo Uarieu, dell'Amba Alagi, del Tembien, del passo Mecan, della conca di Mai Ceu e del lago Ascianghi, facendo anche uso di gas venefici e perdendo in battaglia e in malattie 220 alpini, per giungere infine ad Addis Abeba il 5 maggio 1936. Conclusa la guerra, la divisione venne impiegata in diverse regioni dell'Etiopia per combattere i ribelli e per soffocare movimenti di rivolta.
Rimpatriata nell'aprile 1937, sbarcando a Napoli il 12 aprile, il giorno successivo i reduci furono fatti sfilare a Roma.
Poco meno di metà degli uomini della Divisione "Pusteria" restarono però volontariamente in Africa, per lavorare come civili.
Nel maggio del 1937, in seguito a un riordinamento delle truppe da montagna, l'organico della Divisione "Pusteria" subì un notevole rinnovamento. La Divisione fu così ricostituita:
- 7º Reggimento alpini con sede a Belluno
- 11º Reggimento alpini con sede a Brunico
- 5º Reggimento Artiglieria Alpina con i gruppi: "Belluno" e "Lanzo".
- Battaglione misto Genio

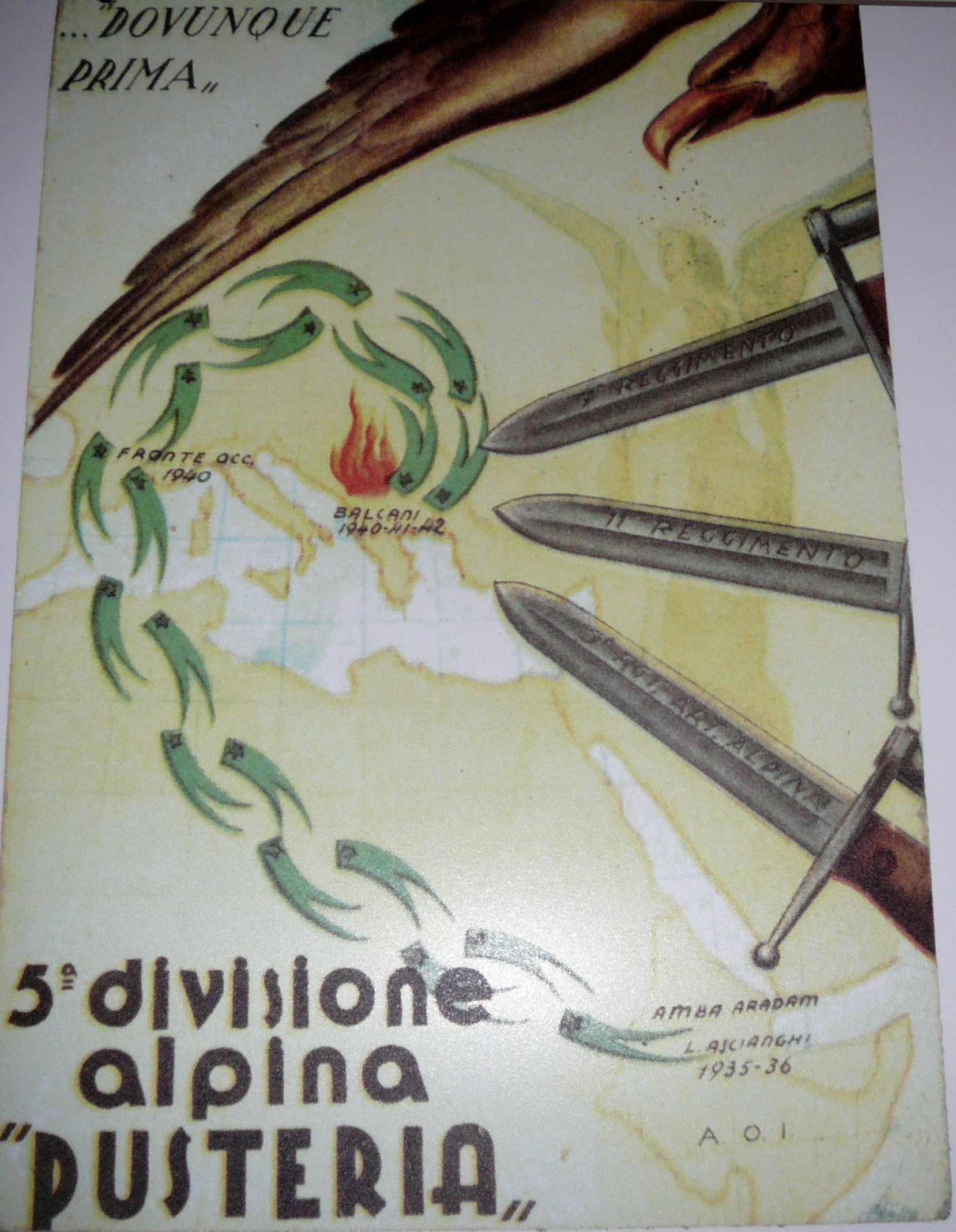
Poster (del 1942?) che ritrae la 5ª Divisione

Nel 1938 Mussolini decise di erigere a Brunico un monumento all'Alpino per commemorare la vittoria della divisione nel conflitto etiopico.
Dopo che il 10 giugno 1940 l'Italia era entrata in guerra contro Francia e Regno Unito, la Divisione "Pusteria" fu impiegata lungo il confine occidentale. Vi furono alcuni giorni di aspri e difficili combattimenti, su un terreno impervio e saldamente fortificato dai francesi, entrando in Francia il 23 giugno, attestandosi sulla linea Col des Fourches - Lacs des Hommes. In luglio la divisione venne spostata a Mondovì.
Il 28 ottobre 1940 iniziò la guerra contro la Grecia e nell'ultima decade di novembre 1940 la divisione venne trasferita in Albania, dove giunse ai primi di dicembre. Assegnata alla 11ª Armata di quel fronte, con i suoi reparti che vennero trasportati attraverso il mare Adriatico e sbarcati a Valona, prese parte alle operazioni sul fronte greco albanese fino al termine della guerra contro la Grecia. Come succedeva a tutti i nuovi battaglioni in arrivo dall'Italia, anche quelli della Divisione "Pusteria" vennero subito inviati al fronte, anche se privi di salmerie. Ai primi di dicembre del 1940 essa fu schierata, nell'ambito dell'VIII Corpo d'armata, tra il Monte Chiarista e il Monte Tomori dove, pur incompleta, a partire dal 6 dicembre sostenne, fino al 28 gennaio 1941 sanguinosi combattimenti difensivi contro forze greche che minacciavano Berati attraverso la valle dell'Osum. Alla data del 9 dicembre 1940, con soli 2500 uomini, la Divisione "Pusteria" teneva 25 km di fronte; il 5º Reggimento artiglieria non era ancora in linea mentre i battaglioni Belluno e Bolzano erano stati impegnati in altre zone. Nello stesso giorno cadde il Colonnello Psaro comandante del 7º reggimento e tre comandanti di compagnia. La divisione rimase in linea combattendo, nella stessa zona,  passando, il 2 gennaio 1941 alle dipendenze del IV Corpo d'armata, mentre, il 14 gennaio 1941 il generale Amedeo De Cia venne avvicendato al comando della divisione dal generale Giovanni Esposito.
Dal 2 all'11 marzo la Divisione "Pusteria" venne impegnata in altri combattimenti tra Selanj e Dobrusha, prendendo parte il 12 aprile all'offensiva finale, dirigendosi 11 19 aprile per Leskovik ed occupando il 23 aprile Stratsami in territorio greco. A metà aprile 1941 l'intervento delle truppe tedesche dalle frontiere verso la Bulgaria causò la fine delle ostilità, e il 27 aprile ebbe inizio il movimento di rientro in territorio albanese, che venne raggiunto il 3 maggio. Nel frattempo, avendo le forze dell'Asse invaso la Jugoslavia, la Divisione "Pusteria"  venne inviata a presidiare il Montenegro, trasferendosi il 16 luglio 1941 a Podgorica, con molti reparti che compirono il tragitto a piedi e disponendo presidi a Cettigne, Fiume, Pljevlja svolgendo azioni di controguerriglia anche a Dubovjci e Milonci.
Nell'agosto 1942 fece rientro in Italia vicino a La Spezia e nella seconda decade di novembre entrò in territorio francese, inviata nella zona dell'Alta Savoia e nelle Alpi Graie, dislocandosi nella zona di Grenoble e inviando presidi a Chambery, Gap, Digne. Rimase in quelle zone fino all'armistizio, quando, nel disfacimento generale, la divisione si ritrovò l'8 settembre del 1943 nella Francia sud-orientale, dove l'11 settembre, in movimento verso l'Italia, prese posizione di difesa contro i tedeschi sulla linea Monte Marta, Colle di Tenda, Monte Clapier; il giorno dopo, in seguito al dissolvimento del Regio Esercito, anche i reparti della Divisione "Pusteria" vennero sciolti e raggiunsero Cuneo, dove furono quindi circondati dai tedeschi con carri armati e mitragliatrici. Dato che la divisione era disarmata, diventò una facile preda, con una buona parte degli effettivi internati; i più fortunati riuscirono invece a fuggire.
La divisione Pusteria cessò quindi di esistere.

## Comandanti (1935-1943)
- Generale di divisione Luigi Negri Cesi
- Generale di brigata Vincenzo Paolini
- Generale di brigata Amedeo De Cia
- Generale di divisione Giovanni Esposito
- Generale di divisione Maurizio Lazzaro De Castiglioni
- Generale di brigata Emilio Magliano

## Crimini di guerra
I nomi di cinque appartenenti alla divisione Pusteria figurano nell'elenco CROWCASS (Central Registry of War Criminals and Security Suspects) (1947), compilato dagli Alleati anglo-americani, delle persone ricercate dalla Jugoslavia e dalla Francia per crimini di guerra:
- (Name) ALFAREZ  - (C.R. File Number) 193910A - (Rank, Occupation, Unit, Place and Date of Crime) Sgt.-Chief, Jaeger-regt., Fontaine-Par-Grenoble (Fr.) - (Reason wanted) Torture - (Wanted by) Fr.[4]
- BONNAPACE Renzo (or BONPACE) - 193939A - Capt., Alp. Chasseurs, Pusteria, Chief S.R., Grenoble, Fontaine 3.3.43 - Misc. Crimes - Fr.[5]
- CIPRIANI Nanni - 190931 - Col. Italian Army, O.C. of Bn. Bolzano, Pusteria-Div., 11.41 - Murder - Yugo.[6]
- ESPOSITO Giovanni - 190952 - General, Italian Army, Div. "Pusteria", Montenegro, Savnik (Yugo.) 1941 - Murder - Yugo.[7]
- MASCHERONI ('16) - 194339 - Capt., Ital. Alpen-Jaeger, Div. Pusteria, Fontaine (Fr.) 3.3.43 - Torture - Fr.[8]